# Faihan Al-Fayes Chaljub
Faihan Al-Fayes Chaljub (Cartagena, siglo XX) es un abogado, político y diplomático colombiano, quien se desempeñó como Gobernador de La Guajira. 

## Biografía
Nació en Cartagena, hijo de un padre jordano, que se asentó en Colombia, y de una madre colombiana de ancestros árabes. Es abogado y politólogo de profesión, graduado de la Universidad de los Andes. Así mismo, posee especializaciones en Gestión Pública e Instituciones Administrativas, y en Teorías y Experiencias en Resolución de Conflictos Armados de la misma universidad.
En el campo privado fue Gerente de Asuntos Públicos de Bavaria, mientras en el público fue asesor de despacho y posteriormente jefe de la Oficina de Asuntos Legislativos del Ministerio del Interior y de Justicia, así como Alto Consejero Presidencial para los Asuntos Políticos.
Estando en este último cargo, fue designado como Gobernador Encargado de La Guajira por el presidente Juan Manuel Santos en octubre de 2013, en reemplazo del titular Juan Francisco Gómez Cerchar, acusado de presuntos vínculos con el paramilitarismo. Su mandato duró hasta febrero del siguiente año, cuando, mediante el método de terna, fue designada Sugelia Oñate Rosado como Gobernadora Encargada.
En febrero de 2015 fue nombrado Embajador de Colombia en los Emiratos Árabes Unidos y concurrentemente en Baréin, Catar y Kuwait. Fue el primer Embajador Colombiano que presentó credenciales ante el Emir de Kuwait, en ese entonces Sabah Al-Ahmad Al-Yaber Al-Sabah, en 2017. Ocupó el cargo hasta noviembre de 2019.